# Архиепархия Рабата
Архиепархия Рабата (лат. Archidioecesis Rabatensis) — епархия Римско-Католической церкви с центром в городе Рабат, Марокко. Архиепархия Рабата подчиняется непосредственно Святому Престолу. Кафедральным собором архиепархии Рабата является церковь святого Петра. В городе Касабланка находится сокафедральный собор Святейшего Сердца Иисуса.

## История
2 июля 1923 года Римский папа Пий XI выпустил бреве Quae catholico nomini, которым учредил апостольский викариат Рабата, выделив его из апостольского викариата Марокко (сегодня — Архиепархия Танжера).
14 сентября 1955 года Римский папа Пий XII издал буллу Dum tantis, которой возвёл апостольский викариат Рабата в ранг архиепархии.

## Ординарии архиепархии
- епископ Victor Colombanus Dreyer (27.06.1923 — 11.03.1927) — назначен апостольским викарием апостольского викариата Александрии;
- епископ Henri Vielle (8.06.1927 — 7.05.1946);
- архиепископ Louis-François-Bienaimé-Amedée Lefèbvre (10.04.1947 — 15.01.1968);
- архиепископ Jean-Berchmans-Marcel-Yves-Marie-Bernard Chabbert (15.01.1968 — 17.07.1982);
- архиепископ Hubert Louis Marie Félix Michon (2.05.1983 — 5.05.2001);
- архиепископ Vincent Louis Marie Landel (5.05.2001 — 29.12.2017. в отставке);
- кардинал Кристобаль Лопес Ромеро, S.D.B., (29 декабря 2017 — по настоящее время).

## Источник
- Annuario Pontificio, Libreria Editrice Vaticana, Città del Vaticano, 2003, ISBN 88-209-7422-3
- Бреве Quae catholico nomini Архивная копия от 13 июля 2020 на Wayback Machine, AAS 15 (1923), стр. 444  (лат.)
- Булла Dum tantis Архивная копия от 27 марта 2010 на Wayback Machine, AAS 48 (1956), стр. 113  (лат.)